# Weilheim (Waldshut)
Pour les articles homonymes, voir Weilheim.
Weilheim (Baden) est une commune de Bade-Wurtemberg (Allemagne), située dans l'arrondissement de Waldshut, dans le district de Fribourg-en-Brisgau. Depuis 1992, elle est jumelée avec Baden (Morbihan).